# ماكس بوك
ماكس بوك (بالروسية: Бокк, Макс)‏ (و. 1885 – 1949 م) هو قاضي، وسياسي من الإمبراطورية الروسية، وإستونيا، وألمانيا، ولد في تالين، توفي عن عمر يناهز 64 عاماً.

## مناصب
تولى منصب عضو في ريجيكوغو ‏
.

## التعليم
تعلم في Gustav Adolf Grammar School ‏، وتعلم في Demidov Juridical Lyceum ‏، وتعلم في جامعة تارتو
.